# Essostrutha laeta
Essostrutha laeta är en skalbaggsart som först beskrevs av Newman 1840.  Essostrutha laeta ingår i släktet Essostrutha och familjen långhorningar.
Artens utbredningsområde är Guatemala. Inga underarter finns listade i Catalogue of Life.